# The Ultimate Fighter: América Latina
The Ultimate Fighter: América Latina (também conhecido como The Ultimate Fighter: Team Velasquez vs Team Werdum) é uma temporada do reality show do Ultimate Fighting Championship, The Ultimate Fighter. É a sétima temporada a ser produzida fora dos Estados Unidos.
A série foi oficialmente anunciada pelo UFC em abril de 2014, pouco depois de Fabricio Werdum derrotar Travis Browne e ganhar uma disputa de título contra Cain Velasquez. Os treinadores serão Velasquez e o desafiante número um da categoria dos Pesos Pesado, Werdum. A série culminará com a disputa de cinturão de ambos no UFC 180 em 15 de novembro de 2014 na Arena Ciudad de México na Cidade do México. Esta temporada contará com a disputa nas categorias Peso Pena e Peso Galo, sendo que uma metade de cada categoria representa o México e a outra metade represnta o restante da América Latina. As filmagens começaram em maio de 2014, em Las Vegas, Nevada, com a série prevista para estrear em agosto de 2014.
Werdum é o terceiro brasileiro a participar de uma The Ultimate Fighter internacional, os outros dois foram Rodrigo Minotauro e Júnior Cigano

## Elenco

### Treinadores
| Team Velasquez - Cain Velasquez, Treinador Principal | Team Werdum - Fabricio Werdum, Treinador Principal |

### Lutadores
- Team Velasquez (México)
  - Pesos Galo: Enrique Briones, José Alberto Quiñones, Alex Pérez e Masiosare Fullen.
  - Pesos Pena: Gabriel Benítez, Yair Rodríguez, Rodolfo Rubio e Marco Beltrán.

- Team Werdum (América Latina)
  - Pesos Galo: Marlon Vera (Equador), Bentley Syler (Bolívia), Guido Cannetti (Argentina) e Fredy Serrano (Colômbia).
  - Pesos Pena: Alexander Torres (Colômbia), Diego Rivas (Chile), Leo Morales (Nicarágua) e Humberto Brown (Panamá).

## Episódios
Episódio 1 (20 de agosto de 2014)
- Os 16 lutadores são divididos em dois times: os mexicanos serão treinados por Cain Velasquez e os latino-americanos serão treinados por Fabricio Werdum.
- Velasquez vence o "cara ou coroa" e escolhe a primeira luta. Ele anuncia a primeira luta:  José Alberto vs.  Bentley Syler.
- José Alberto Quiñones venceu Bentley Syler por nocaute técnico (socos) no primeiro round.
- A próxima luta é anunciada:  Gabriel Benítez vs.  Diego Rivas.

Episódio 2 (27 de agosto de 2014)
- Gabriel Benítez derrotou Diego Rivas por finalização (mata leão) no segundo round.
- A próxima luta é anunciada:  Alejandro Pérez vs.  Freddy Serrano.

Episódio 3 (3 de setembro de 2014)
- Alejandro Perez derrotou Freddy Serrano por decisão (unânime) após três rounds.
- A próxima luta é anunciada:  Yair Rodríguez vs.  Humberto Brown.

Episódio 4 (10 de setembro de 2014)
- Yair Rodríguez derrotou Humberto Brown por finalização (triângulo) no segundo round.
- A próxima luta é anunciada:  Enrique Briones vs.  Marlon Vera.

Episódio 5 (17 de setembro de 2014)
- Marlon Vera derrotou Enrique Briones por nocaute no segundo round,
- A próxima luta é anunciada:  Alexander Torres vs.  Rodolfo Rubio.

Episódio 6 (24 de setembro de 2014)
- Rodolfo Rubio derrotou Alexander Torres por finalização (chave de braço) no segundo round.
- A próxima luta é anunciada:  Marco Beltrán vs.  Guido Canetti.

Episódio 7 (1º de outubro de 2014)
- Marco Beltrán derrotou Guido Canetti por decisão majoritária apóis dois rounds.
- A próxima luta é anunciada:  Masiosare Fullen vs.  Leonardo Morales.

Episódio 8 (8 de outubro de 2014)
- Leonardo Morales derrotou Masionare Fullen por nocaute (chute) no segundo round.
- Os confrontos das semifinais são decididos: Pérez vs. Vera e Quiñonez vs. Beltran pelos galos, Rubio vs. Rodrígues e Benítez vs. Morales pelos penas.
- A próxima luta é anunciada:  Rodolfo Rubio vs.  Yair Rodríguez

Episódio 9 (15 de outubro de 2014)
- Ambas as equipes concordam em apostar as tarefas de limpeza da cozinha no Desafio dos Treinadores. Werdum vence o desafio
- Guido Canetti mantém as alegações de que ele ganhou a luta contra Beltran.
- Yair Rodríguez derrotou Rodolfo Rubio por finalização (golpes) no primeiro round.
- A próxima luta é anunciada:  Alejandro Pérez vs.  Marlon Vera.

## Chave do torneio

### Peso Galo
|  | Quartas de Final      | Quartas de Final |                       |    | Semifinais | Semifinais |  |  | Final | Final |
|  |                       |                  |                       |    |            |            |  |  |       |       |
|  |                       |                  |                       |    |            |            |  |  |       |       |
|  |                       |                  |                       |    |            |            |  |  |       |       |
|  | José Alberto Quiñonez | TKO              |                       |    |            |            |  |  |       |       |
|  | José Alberto Quiñonez | TKO              |                       |    |            |            |  |  |       |       |
|  | Bentley Syler         | 1                |                       |    |            |            |  |  |       |       |
|  | Bentley Syler         | 1                | José Alberto Quiñonez | DU |            |            |  |  |       |       |
|  |                       |                  | José Alberto Quiñonez | DU |            |            |  |  |       |       |
|  |                       | Marco Beltran    | 3                     |    |            |            |  |  |       |       |
|  | Marco Beltran         | Marco Beltran    | 3                     | KO |            |            |  |  |       |       |
|  | Marco Beltran         |                  |                       | KO |            |            |  |  |       |       |
|  | Guido Canneti         | 1                |                       |    |            |            |  |  |       |       |
|  | Guido Canneti         | 1                | José Alberto Quiñonez | 3  |            |            |  |  |       |       |
|  |                       |                  | José Alberto Quiñonez | 3  |            |            |  |  |       |       |
|  |                       | Alejandro Pérez  | DU                    |    |            |            |  |  |       |       |
|  | Alejandro Peréz       | Alejandro Pérez  | DU                    | DU |            |            |  |  |       |       |
|  | Alejandro Peréz       |                  |                       | DU |            |            |  |  |       |       |
|  | Fredy Serrano         | 3                |                       |    |            |            |  |  |       |       |
|  | Fredy Serrano         | 3                | Alejandro Pérez       | KO |            |            |  |  |       |       |
|  |                       |                  | Alejandro Pérez       | KO |            |            |  |  |       |       |
|  |                       | Guido Cannetti*  | 1                     |    |            |            |  |  |       |       |
|  | Enrique Briones       | Guido Cannetti*  | 1                     | 2  |            |            |  |  |       |       |
|  | Enrique Briones       |                  |                       | 2  |            |            |  |  |       |       |
|  | Marlon Vera           | KO               |                       |    |            |            |  |  |       |       |
|  | Marlon Vera           | KO               |                       |    |            |            |  |  |       |       |

* Marlon Vera teve que se retirar da luta com uma infecção no corpo e foi substituído por Cannetti.

### Peso Pena
|  | Quartas de Final | Quartas de Final |                 |     | Semifinais | Semifinais |  |  | Final | Final |
|  |                  |                  |                 |     |            |            |  |  |       |       |
|  |                  |                  |                 |     |            |            |  |  |       |       |
|  |                  |                  |                 |     |            |            |  |  |       |       |
|  | Rodolfo Rubio    | FIN              |                 |     |            |            |  |  |       |       |
|  | Rodolfo Rubio    | FIN              |                 |     |            |            |  |  |       |       |
|  | Alexander Torres | 2                |                 |     |            |            |  |  |       |       |
|  | Alexander Torres | 2                | Rodolfo Rubio   | 1   |            |            |  |  |       |       |
|  |                  |                  | Rodolfo Rubio   | 1   |            |            |  |  |       |       |
|  |                  | Yair Rodríguez   | FIN             |     |            |            |  |  |       |       |
|  | Yair Rodríguez   | Yair Rodríguez   | FIN             | FIN |            |            |  |  |       |       |
|  | Yair Rodríguez   |                  |                 | FIN |            |            |  |  |       |       |
|  | Humberto Brown   | 2                |                 |     |            |            |  |  |       |       |
|  | Humberto Brown   | 2                | Yair Rodríguez  | DU  |            |            |  |  |       |       |
|  |                  |                  | Yair Rodríguez  | DU  |            |            |  |  |       |       |
|  |                  | Leonardo Morales | 3               |     |            |            |  |  |       |       |
|  | Gabriel Benítez  | Leonardo Morales | 3               | FIN |            |            |  |  |       |       |
|  | Gabriel Benítez  |                  |                 | FIN |            |            |  |  |       |       |
|  | Diego Rivas      | 2                |                 |     |            |            |  |  |       |       |
|  | Diego Rivas      | 2                | Gabriel Benítez | 3   |            |            |  |  |       |       |
|  |                  |                  | Gabriel Benítez | 3   |            |            |  |  |       |       |
|  |                  | Leonardo Morales | DU              |     |            |            |  |  |       |       |
|  | Masiosare Fullen | Leonardo Morales | DU              | 2   |            |            |  |  |       |       |
|  | Masiosare Fullen |                  |                 | 2   |            |            |  |  |       |       |
|  | Leonardo Morales | KO               |                 |     |            |            |  |  |       |       |
|  | Leonardo Morales | KO               |                 |     |            |            |  |  |       |       |

|     |  | Team Velasquez      |
|     |  | Team Werdum         |
| DU  |  | Decisão Unânime     |
| DM  |  | Decisão Majoritária |
| DD  |  | Decisão Dividida    |
| FIN |  | Finalização         |
| KO  |  | Nocaute             |
| TKO |  | Nocaute Técnico     |